# Elusa
Elusa is een geslacht van vlinders van de familie Uilen (Noctuidae), uit de onderfamilie Hadeninae.

## Soorten
- E. affinis Rothschild, 1916
- E. alector Wileman & West, 1928
- E. binocula Hampson, 1911
- E. ceneusalis Walker, 1858
- E. confusa Warren, 1913
- E. cyathicornis Walker, 1862
- E. diloba Hampson, 1909
- E. dinawa Bethune-Baker, 1906
- E. duplicata Warren, 1913
- E. flammans Warren, 1913
- E. furuncoloides Pagenstecher, 1900
- E. ignea Warren, 1913
- E. incertans Bethune-Baker, 1906
- E. inventa Berio, 1977
- E. mediorufa Hampson, 1909
- E. oenolopha Turner, 1902

- E. orion Roepke, 1956
- E. peninsulata Walker, 1865
- E. puncticeps Walker, 1864
- E. purpurea Warren, 1913
- E. rufescens Wileman, 1915
- E. semipecten Swinhoe, 1901
- E. simplex Warren, 1913
- E. subjecta Walker, 1865
- E. ustula Hampson, 1909